# Nesria Traki
Nesria Traki (ar. نسرية تراقي ;ur. 8 marca 1972) – tunezyjska judoczka. Olimpijka z  Sydney 2000; gdzie odpadła w eliminacjach w wadze średniej.
Uczestniczka mistrzostw świata w 1997 i 1999. Startowała w Pucharze Świata w latach 1993, 1996-2000. Złota i brązowa medalistka igrzysk afrykańskich w 1999 i brązowa w 1995. Trzecia na igrzyskach śródziemnomorskich w 1997. Wygrała igrzyska panarabskie w 1999. Czterokrotna medalistka mistrzostw Afryki w latach 1996 - 2000.

## Letnie Igrzyska Olimpijskie 2000
| Konkurencja | Eliminacje         | Eliminacje          | Klas. końcowa |
| Konkurencja | Przeciwnik I       | Przeciwnik II       | Miejsce       |
| ----------- | ------------------ | ------------------- | ------------- |
| 70 kg       | Qin Dongya (CHN) Z | Edith Bosch (NED) P | II runda.     |

## Mistrzostwa Świata
- Paryż 1997

61 kg - Pokonała Holenderkę Nancy van Stokkum i przegrała z Jung Sung-sook z Korei Południowej.
- Birmingham 1999

63 kg - Przegrała z Rašą Sraką z Słowenii.